# Johannes Rathofer
Johannes Rathofer (* 9. September 1925 in Duisburg; † 19. April 1998 in Köln) war ein deutscher Altgermanist.

## Leben
Ab 1947 studierte er in Bamberg katholische Theologie und klassische Philologie, in Münster fortgesetzt und seit 1950 auch Germanistik. Von 1954 bis 1960 war er Assistent am Katholisch-Theologischen Seminar der Universität Münster, 1960 Assistent am dortigen Germanistischen Institut. Nach der Promotion 1961 und der Habilitation 1965 wurde er zwei Jahre später ordentlicher Professor für Germanische Philologie an der Universität zu Köln.
Neben seiner Lehr- und Forschungstätigkeit trug Rathofer eine Sammlung von mehreren hundert wertvollen Faksimile-Ausgaben vor allem mittelalterlicher Handschriften zusammen, die als „die bedeutendste Faksimile-Sammlung in privatem Besitz“ galt. Sie wurde nach seinem Tod von der Familie der Bibliothek des Bischöflichen Priesterseminars Speyer (Bibliothek St. German) übereignet.
Rathofer starb 1998 im Alter von 72 Jahren. Die Familiengrabstätte befindet sich auf dem Kölner Melaten-Friedhof.

## Schriften (Auswahl)
- Der Heliand. Theologischer Sinn als tektonische Form. Vorbereitung und Grundlegung der Interpretation. Köln 1962, OCLC 3148138.
- Evangeliar Heinrichs des Löwen. Begleitheft zur Ausstellung des Faksimiles in der Universitäts- und Stadtbibliothek Köln (18. Januar bis 12. März 1988). Köln 1987, OCLC 74967321.
- als Herausgeber: Das salische Kaiser-Evangeliar. Der goldene Pracht-Codex Heinrichs III. Faksimile-Dokumentation. Münster 1994, ISBN 3-928518-14-3.
- als Herausgeber mit Raymond Cazelles: Das Stundenbuch des Duc de Berry Les très riches heures. Wiesbaden 2001, ISBN 3-928127-31-4.